# Volkswagen Gol
O Volkswagen Gol é um automóvel da Volkswagen, desenhado no Brasil e comercializado em vários países sob diversas designações, dentre eles México e Argentina.
Lançado em 1980, o Gol é considerado um dos maiores sucessos da Volkswagen do Brasil de todos os tempos. É também o primeiro e único carro produzido no Brasil a ultrapassar a marca de 5 milhões de unidades produzidas até hoje, tornando-se, em fevereiro de 2009, o primeiro e único a superar o Fusca em vendas. Nos mais de 40 anos de produção, teve mais de 8,5 milhões de unidades produzidas, sendo o carro mais vendido da história do Brasil.
É, também, o modelo brasileiro mais exportado, com mais de 1,5 milhão de unidades vendidas para mais de 65 países – mesmo nunca tendo sido comercializado na Europa, onde a VW comercializa o Polo, do mesmo segmento que o Gol.
Em 2010, a frota nacional do Gol atingiu 5.152.655 unidades, incluindo todas as versões em circulação do veículo. No mesmo ano, a Confederação Nacional das Empresas de Seguros Gerais (CNSeg) divulgou em pesquisa que o Gol era o veículo mais roubado do Brasil com 21.907 registros.

## História
O Gol surgiu a partir da necessidade de se criar um sucessor para o Fusca, após a segunda metade dos anos 1970, para enfrentar outros veículos com projetos modernos como Fiat 147 e Chevrolet Chevette. Os veículos produzidos pela matriz europeia não atendiam às necessidades do mercado brasileiro devido às condições de estradas e hábitos dos consumidores, exigindo assim uma plataforma mais resistente. O departamento de engenharia da Volkswagen, localizada na Fábrica II, no bairro paulistano de Vila Carioca, passou a desenvolver o projeto desta plataforma com base na plataforma B1 do grupo Volkswagen, utilizada na Europa pelo Audi 80 e seu derivado Volkswagen Passat, este último que havia sido lançado recentemente no Brasil.
O projeto BX teve início em maio de 1975, após Philip Schmidt, o líder do projeto que havia anteriormente trabalhado na matriz alemã, vencer a resistência da mesma devido aos insucessos dos veículos brasileiros SP-2 e o TL, e inspirou-se no cupê esportivo Scirocco, que por sua vez, fora baseado no Golf. O nome Gol veio da convenção da Volkswagen de chamar seus veículos com associações a esportes, como Polo, Golf e Derby, homenageando, assim, a paixão do brasileiro pelo futebol.

## Primeira geração

### 1980–1986
Estreou com motor carburado de corpo simples e arrefecido a ar, herdado do Fusca, um 1300 apelidado de "Gol Chaleira" ou "Batedeira", devido ao barulho característico proveniente do motor, com a opção da utilização de gasolina ou álcool como combustível. Vinha com câmbio de quatro marchas e carroceria de duas portas. Era disponível em duas versões: Básica e L. O desempenho era muito fraco, o que minou as vendas do modelo no primeiro ano de vendas.
Em 1981, foi lançada a versão com motor 1600, também arrefecido a ar. A instalação do novo motor 1600 resultou na retirada do Brasília do mercado no ano seguinte. A versão básica passava a se chamar S e a versão L passava a se chamar LS. Por fora, além de novos emblemas, uma das poucas alterações visuais eram os piscas traseiros na cor âmbar – que, em 1980 eram vermelhos.
No ano seguinte, 1982, surgiu a série especial chamada Gol Copa, com rodas de liga leve, para-choques na cor do veículo, forração especial, faróis de neblina e outros acessórios em homenagem à Copa do Mundo de Futebol daquele ano.
Em 1984 foi criada a nova versão BX, ainda com motor 1600 a ar. Surgiu, no mesmo ano, a versão GT 1.8 de 99 cv declarados, substituído em 1986 pelo AP-1800 (Alta Performance). Curiosamente, o Gol GT jamais teve aerofólio, mas vinha com a inscrição "GT" serigrafada em branco em toda a área inferior do vidro traseiro. Em 1985, as versões S e LS ganhavam motor com refrigeração a água (MD 270) de 1.6L com 4 ou 5 marchas, que já era usado no Passat, no Voyage e na Parati. Essas versões traziam faróis, grade, lanternas dianteiras e para-choques idênticos ao Voyage, abandonando os faróis dianteiros sem piscas que invadiam a lateral do carro. O estepe, que era abrigado no compartimento do motor, passou a ser alojado no porta-malas.
A versão refrigerada a ar ficou como um modelo de entrada, ainda denominado Gol BX. Uma diferença bem visível em relação ao modelo a água era nas lanternas traseiras do BX; a posição de ré não possuía lâmpadas e tinha a lente de cor laranja, a mesma dos piscas traseiros.
A produção do Gol BX perdurou até o fim de 1986. Esse foi o último ano com a opção do Gol refrigerado a ar. Essa geração também foi chamada de "Gol quadrado".

### 1987–1988

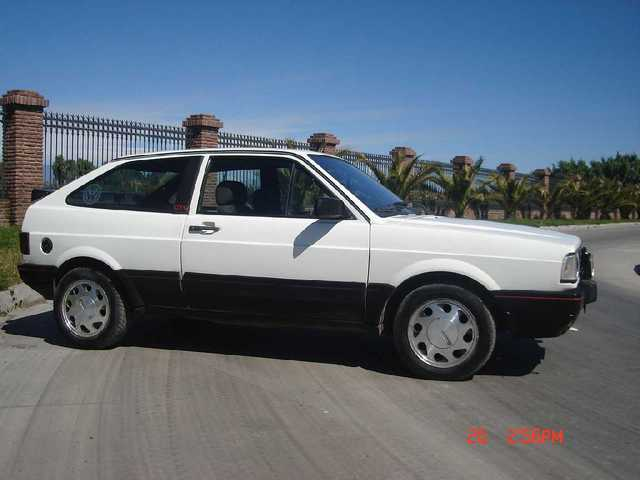
Gol 1987–1990

Ocorre a primeira reestilização da primeira geração. O Gol ganha frente levemente mais baixa com capô redesenhado, novos faróis, grade, para-choques envolventes, novas lanternas dianteiras e traseiras, essas agora com alojamentos para 6 lâmpadas em cada lado, embora o Gol GTS (e futuramente o GTi) viesse com 5 lâmpadas em cada lado e as demais versões com apenas 3 lâmpadas em cada lado. O Gol GT é substituído pelo Gol GTS com alterações no 1.8, que passou a ter somente o álcool como opção, pois o modelo a gasolina deixava muito a desejar em questão de desempenho para um carro dito esportivo. A Volkswagen informava que o Gol GTS tinha apenas 99 cv de potência, apesar de estimativas indicarem que ele tivesse entre 105 cv e 109 cv. Se a Volkswagen admitisse a maior potência, o carro seria taxado com maior imposto. O GTS é o primeiro Gol a vir com aerofólio de fábrica. Muda também a nomenclatura das demais versões: a S vira CL, e a LS vira GL. Em virtude do empréstimo compulsório estabelecido pelo governo para conter a alta do consumo decorrente do congelamento de preços imposto pelo Plano Cruzado, surge uma versão C, que substituía a antiga BX e era ainda mais básica que a CL, com motor 1.6, câmbio de 4 marchas e apenas na cor branca e a álcool, destinada a frotas e órgãos governamentais, que durou apenas até o início de 1988.

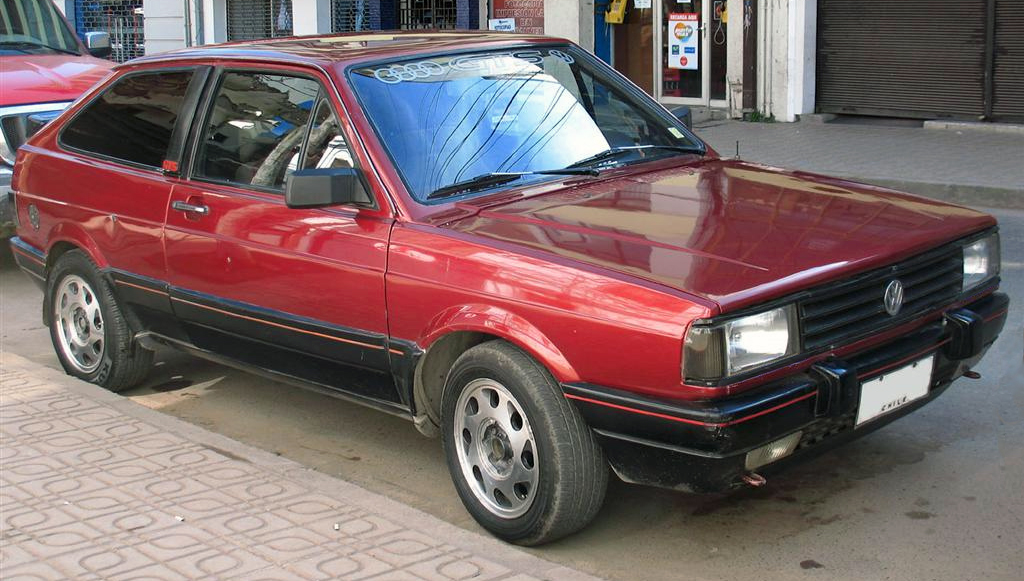
1990 Volkswagen Gol 1.8 GTS

Um ano depois da primeira reestilização externa, o Gol deixa de usar o painel de instrumentos baseado no da Variant II e ganha dois painéis: um mais simples, baseado no do Santana CL e um outro mais sofisticado (o Satélite) para as versões superiores GL e GTS. Os retrovisores subiram para a área das janelas das portas, e as colunas dos quebra-ventos foram um pouco recuadas para trás.
Ao final deste ano, no Salão do Automóvel de São Paulo, é lançado o Gol GTi, primeiro carro nacional com injeção eletrônica.
O motor 2.0 do GTi (AP-2000i), somente a gasolina, tinha 120 cv. No final do ano o Gol na versão CL perdeu o consagrado motor AP-1600, para usar um outro derivado do 1.6 CHT da Ford – que passou a ser chamado de AE-1600 (Alta Economia) – por causa das modificações na sua estrutura e união com este fabricante, uma joint venture denominada Autolatina. O Gol ficou um pouco menos potente mas com mais torque em baixas rotações, ao mesmo tempo em que alcançava menor consumo, atingindo a marca de 12,5 km/l na estrada no modelo CL. Para a versão GL ficou disponível apenas o motor AP 1.8.

### 1989–1990
Em 1989 foi lançada a série especial Star, apenas nas cores vermelho e branco. O interior possuía bancos comuns nas versões CL e GL, porém com forração especial inclusive nas portas e laterais, de tons cinza e vermelho com o logo Star nos bancos dianteiros. Possuía quadro de instrumentos com conta giros e relógio digital igual ao do Gol GTS, porém o painel em si era o mesmo da versão CL em tom cinza. Sua motorização AP-1800 a gasolina ou álcool, câmbio, sistema de escapamento com silencioso de dupla ponteira, carburação e freios eram os mesmos do Gol GTS. Já os faróis e lanternas vinham da versão GTi: fumês na traseira e brancos na dianteira. Possuía os borrachões laterais pretos da versão GL da época com frisos brancos que também eram utilizados nos dois para-choques. Possuía ainda frisos cromados em volta dos retrovisores externos, estes com as capas pintadas na cor do carro, inclusive a grade de refrigeração, que o identificava de longe. Tinha ainda os adesivos especiais nos paralamas dianteiros e na tampa traseira com a inscrição Star 1.8, vidros verdes, desembaçador, lavador, limpador traseiro, ar quente e rodas de aço aro 13 com calotas iguais do Gol GL na cor branca. Os acessórios e opcionais mais comuns ao Gol Star 1989 eram as rodas Pingo d'água aro 14 dos modelos GTi e GTS, volante "4 bolas" do Santana e faróis auxiliares embutidos na parte inferior do para-choque.

### 1991–1996

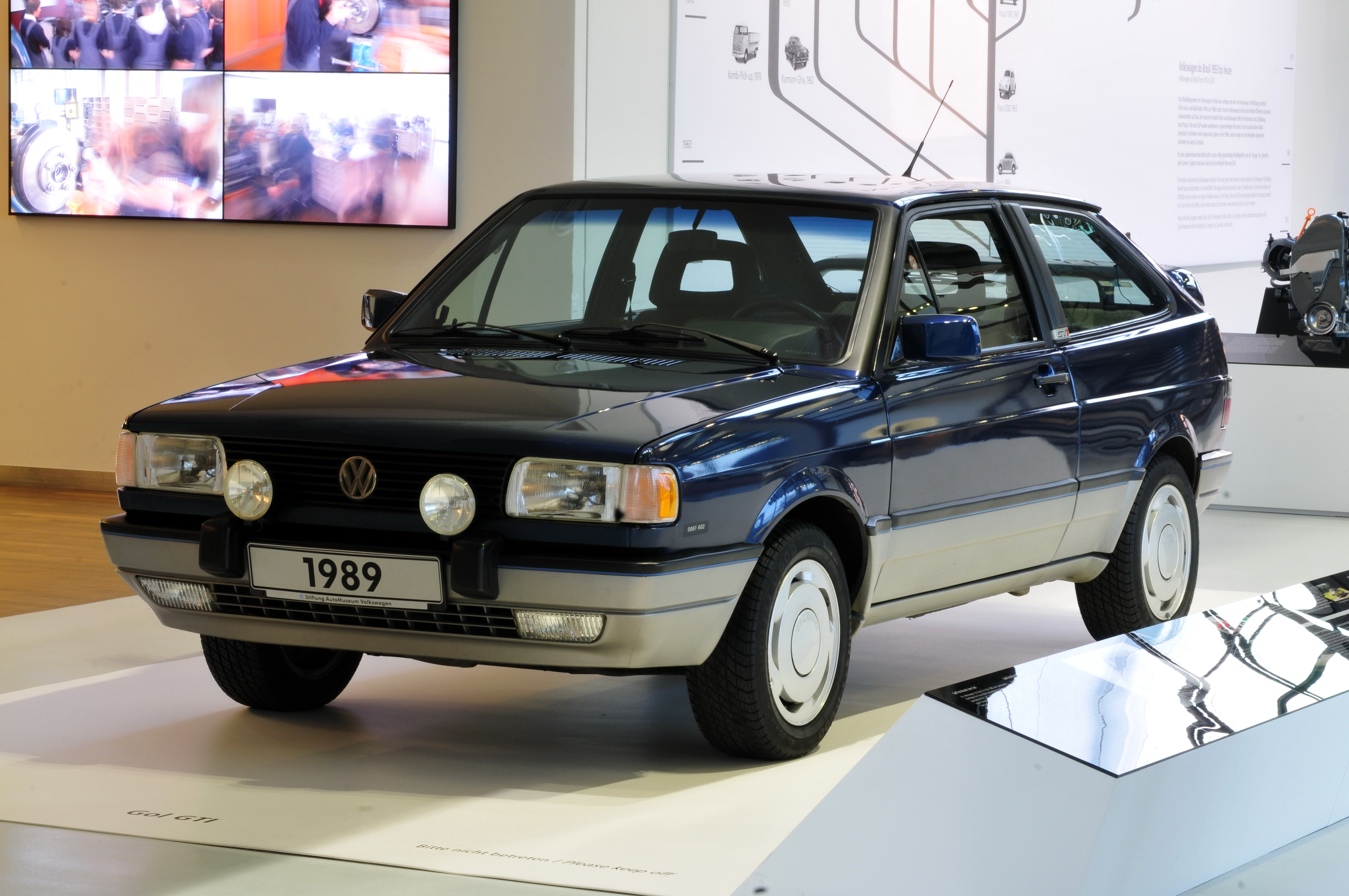
Gol GTi

Em 1991, ocorre a segunda reestilização da primeira geração. A grade dianteira, os faróis e as lanternas dianteiras (agora com refletivo lateral âmbar em cada uma) ficam mais estreitos, para atender também ao padrão norte-americano, já que o modelo derivado do Gol, o Voyage, ainda era exportado para lá com o nome Fox - tanto que no Fox o refletivo âmbar dava lugar à luz de posição lateral cor de âmbar. Na traseira as mudanças são bem discretas: os vincos em baixo-relevo existentes na tampa do porta-malas do Gol passam a ser bem mais suaves e os emblemas que ali estão ganham nova grafia. Dessa vez os para-choques e as lanternas traseiras do Gol não mudam. O Gol GTi ganha novas cores, deixando de ser oferecido apenas na cor azul como ocorria de 1988 a 1990. Mesmo com a reestilização da linha Gol, a VW insiste em oferecer o Gol GTS com as lanternas tricolores.

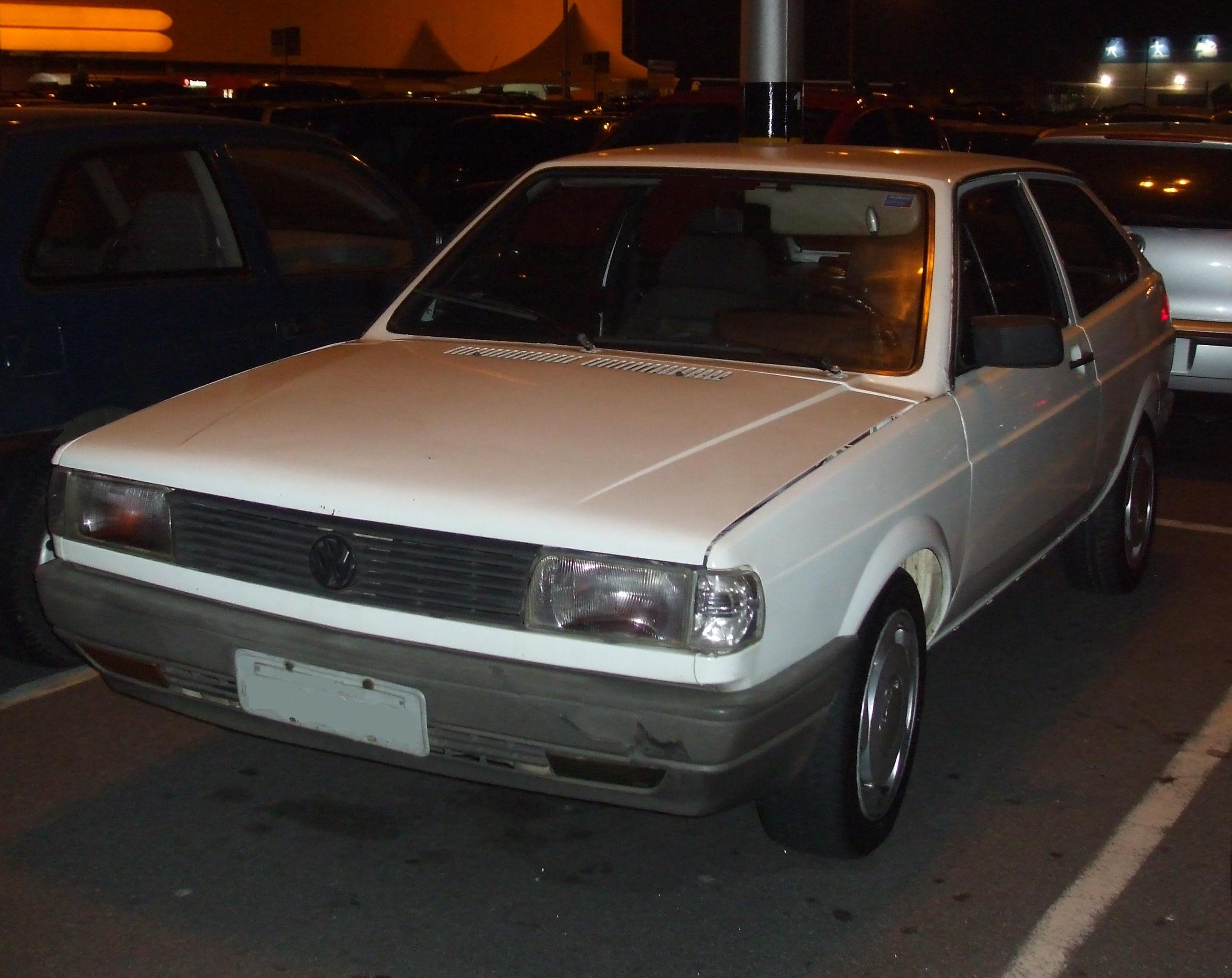
Gol 1991–1996 (reestilizaçãot)

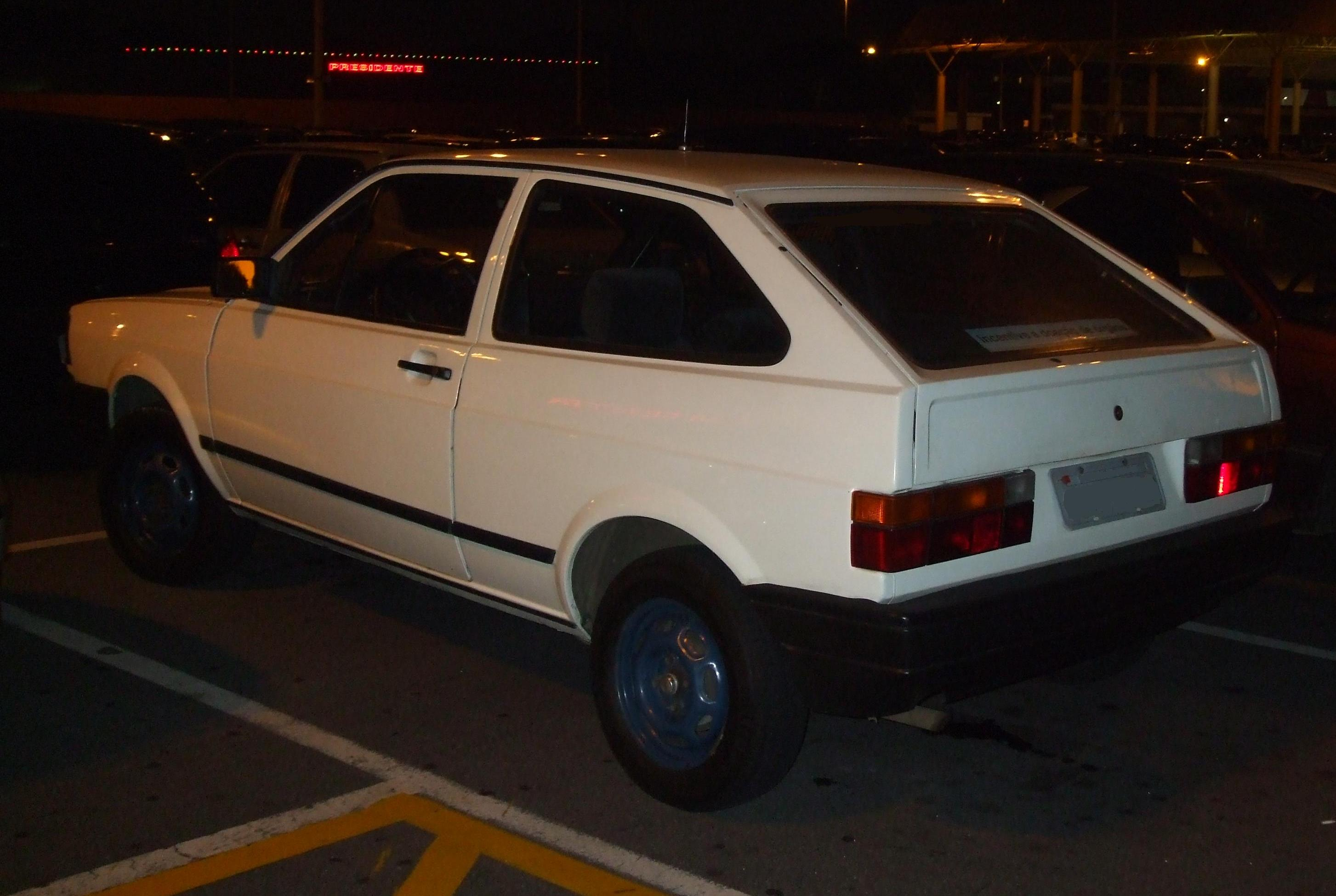

Em 1992, ano em que todas as versões recebem catalisador no escapamento (e com um pequeno emblema "catalisador" na traseira direita), são disponíveis duas versões CL, ambas com o mesmo motor AE 1600. Uma mais simples, com painel sem relógio nem hodômetro parcial, volante de plástico rígido, revestimentos das portas em plástico e rodas de 13 polegadas com pneus 155, e que foi comercializada apenas nesse ano, enquanto não era lançado o Gol 1000. A outra, mais sofisticada, com interior mais parecido com o do GL, exceto pela ausência do painel satélite, revestimento das portas em tecido, e rodas de 13 polegadas com pneus 175. No final do ano, a versão CL voltou a ser única, com o acabamento mais pobre.
Em 1993 é lançado o Gol 1000, à sombra do Fiat Uno Mille, lançado em agosto de 1990. A Autolatina converte o AE 1600 para AE 1000, com isso passou a ser fabricado Gol CL com o AE 1600, e Gol 1000 com o AE 1000. Devido ao incentivo fiscal, o Gol 1000 com motor AE 1.0 de apenas 50 cv passou a ser o mais vendido por ter um custo inferior aos demais - o preço ficou 17% menor que o Gol CL, até então o mais barato. Esse modelo foi fabricado até o fim de 1996. No final do ano, o motor AP 1600 voltou a ser disponível para a versão CL.
Em 1994 o plástico dos para-choques de toda linha Gol passa a ser na cor cinza. Foi lançada a última série especial da primeira geração, o Gol Copa, em alusão à Copa dos EUA, e comercializado apenas na cor azul claro metálico. Esse foi o último ano de fabricação da primeira geração do Gol motor 1600, exceto para o Gol 1000 que continuaria a ser fabricado até 1996, convivendo com o Gol da segunda geração. Em 1994, o Gol 1000 passava a ser ainda mais simplificado para que ficasse ainda mais competitivo no mercado de populares. Externamente suas únicas mudanças nesse ano foram alguns itens de série, como frisos laterais e ventarolas móveis, que passaram a ser opcionais, e as lanternas dianteiras que passaram a ser totalmente na cor âmbar, e assim seguiria até o fim de sua fabricação.

## Segunda geração

### Gol G2
A segunda geração, conhecido como Projeto AB9 e apelidado como "Gol Bolinha", trazia uma carroceria totalmente nova e moderna, que apresentou linhas mais arredondadas em relação à versão anterior, ganhando do público o apelido de "Gol Bolinha".
Foi lançado nas versões 1000i e 1000i Plus (ambas com motor 1.0), CL 1.6, CL 1.8, GL 1.8 e GTI 2.0 (agora com "I" maiúsculo). O Gol de geração anterior também fazia parte da família e não saiu de linha, se mantendo como carro de entrada da marca, na versão 1000.
Em 1995 o Gol CLi 1.6 saiu com 86 cv de potência, mas no ano seguinte o mesmo Gol saía de fábrica com apenas 81 cv de potência, o que se explica pela necessidade de adequação às normas antipoluição para homologação.
Em 1996 foi lançado o Gol GTI com motor 2.0 16V e 145 cv, que trazia um calombo no capô para poder comportar o (largo e alto) cabeçote no motor, que não caberia ali sem tal adaptação uma vez que o bloco era do Golf 1.8 alemão. Já o Gol GTi 8V de 120 cv (gasolina) lutava contra os modelos Uno Turbo i.e, Kadett GSi e Escort XR3. Também foi lançado neste ano o Gol TSi 1.8, que tinha a missão de suceder os antigos modelos GTS, e não obteve sucesso pois apresentava somente alterações estéticas externas, sem mudanças drásticas no motor, que era o mesmo do GL, assim como o interior.

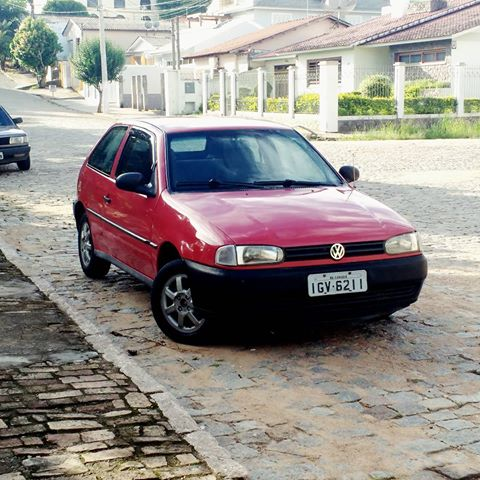
Gol MI 97/98 - Motor AT 1.0

Em 1997 os motores AP 1600 e AP 1800 passaram a possuir injeção eletrônica multiponto de combustível e houve também alteração em suas nomenclaturas. O modelo CLi por exemplo passou a ser denominado como CL 1.6 MI. Neste mesmo ano chegam os novos motores HT 1000 Mi em substituição ao AE 1000i derivados do Ford CHT. Estes motores faziam parte da nova linha EA 111, que a partir de setembro do mesmo ano passaram a ter cabeçote de 16 válvulas.
Houve também uma alteração na motorização do modelo TSi, que passou a vir com motor 2.0, passando de 109 cv da versão GTI 8V, para 111 cv nesta nova versão. Neste mesmo ano é oferecida a versão GLi também com opção de motor 1.6, que até então possuía motor somente 1,8 litro.
Em 1997, já como modelo 1998, o Gol passa a ter a opção da carroceria com 4 portas, opcionais nas versões Mi, Mi Plus, CL 1.6 Mi e CL 1.8 Mi e de série nas versões a partir da GL 1.6 Mi. Houve também a versão GLS 2.0 Mi, substituindo a GTI 2.0 de 8 válvulas.

#### Séries especiais
- Extreme: Esta série especial foi feita pela rede de concessionárias Sopave,[14] para pegar carona no então recém-nascido segmento de aventureiros urbanos. Baseada na versão Special, ele tinha os adereços plásticos dos modelos deste tipo nos para-choques e saias laterais. Estribos laterais, rodas pretas (de aço), barras longitudinais no teto e tampa do tanque de combustível na cor preta fosca completavam o pacote do Extreme. Mas nenhum detalhe era tão controverso quanto o perigoso quebra-mato com um par de faróis auxiliares instalado na frente do Gol, seguindo a receita dos aventureiros daquela época, como a pioneira Palio Adventure.
- Rolling Stones: O primeiro lançamento da série especial do Gol Segunda Geração foi a Rolling Stones, em alusão à apresentação da banda no festival Hollywood Rock 95.
- Atlanta: É lançado em 1996 em homenagem às Olimpíadas sediada na cidade americana de Atlanta. Teve versões com motor 1.6i e 1.8i. A série também teve espaço no catálogo da Parati.
- Star

#### Motor
- AT1000 - 1.0 8V Gasolina (97/05) - 2 válvulas por cilindro, 999 cm³, potência de 61cv a 5.000rpm, torque máximo de 9,7kgfm a 4.250rpm. Diâmetro do cilindro de 67,11 mm, curso de 70,60 mm, compressão de 10,5:1.
- AT1000 - 1.0 16V Gasolina (97/02) - 4 Válvulas por cilindro, 999 cm³, potência de 69cv a 5.000rpm, torque máximo de 9,7kgfm a 4.250rpm. Diâmetro do cilindro de 67,11 mm, curso de 70,60 mm, compressão de 11,2:1.

### Gol G3
Chamado de "Gol G3", o Gol sofreu profundas mudanças estéticas e uma nova plataforma, e começou a ser vendido em 1999 como modelo 2000. Mudanças visuais foram feitas em sua dianteira, traseira e interior, além de um novo jogo de rodas e calotas. No mais, a estrutura básica do veículo continuou a mesma, continuando a ser um Gol Geração II.
Foi lançado nas versões duas e quatro portas e foi abolida as nomenclaturas como CL, GL, etc, e optou-se pelo lançamento de pacotes de opcionais (Básico, Luxo, Conforto e Estilo) encontrados em qualquer motorização. Logo, seria possível encontrar um modelo 1.0 8V mais equipado do que uma versão 1.8, por exemplo.
As versões de motorização disponíveis eram: 1.0 8 válvulas, 1.0 16 válvulas, além de haver 1.6 a gasolina e posteriormente, 1.6 a álcool; 1.8 e 2.0. Na 3º Geração do Gol também era disponível a versão GTI, que possuía um motor 2.0 16 válvulas, cujo cabeçote era importado da Alemanha. Esse propulsor rendia 153 cavalos de potência, algo que podia fazer com que o Gol rompesse facilmente a barreira dos 200 km/h.
Em 2000, foi lançada a versão 1.0 16V Turbo, com 112 cv de potência, a mesma do AP 2000i, que possuía comando de válvulas variável, o que permitia ter um bom torque em diferentes regimes de rotações. Esse motor superalimentado levava o Gol aos 193 km/h de velocidade máxima. A força do turbo se fazia presente a partir das 2900 rpm e com um torque de 15,8kgfm.
2002: A linha Gol sofre pequenas alterações. Por fora, o Gol ganha apenas novos para-choques e nova grade, e seus derivados, Parati e Saveiro, passaram pelas mesmas mudanças, além de ganharem novas lanternas traseiras (exceto o Gol) e novas tampas do porta-malas (Parati) e da caçamba (Saveiro).
2003: É lançado o primeiro veículo bicombustível do Brasil, o Gol Power 1.6 Total Flex, que pode funcionar com álcool, gasolina, ou qualquer mistura destes combustíveis. Em 2005, o Gol popularizou a tecnologia bicombustível no Brasil, pois nesse ano, a Volkswagen passou a oferecer o Gol 1.0 bicombustível. O Gol foi, assim, o primeiro veículo 1.0 no país a oferecer a tecnologia bicombustível.
- 1.0 16V Turbo: Modelo deste automóvel que perdurou entre os anos 2000 e 2003, equipado com motor 1.0 16V turbinado, já possuía design de lanternas e para-choques diferenciados que destacaram este modelo. Design que foi reutilizado no modelo Power, destacando também aquela versão.
- GTI 2.0 16V: Produzido entre o ano 1999 e 2000, o GTi 2.0 16V foi considerado o mais rápido Gol já produzido. Seu AP 2.0 com cabeçote herdado da Audi/VW de 16 válvulas, desenvolvia 153 cv e chegava a 209 km/h de final. Vinha de fabrica com computador de bordo multi função, airbag duplo, freio a disco ventilado nas 4 rodas com ABS, bancos Recaro em couro com multi regulagens, ar condicionado, CD Player e acabamento diferenciado em geral. Foi a versão com motorização mais forte já feita de Gols e a última versão GTI da família.

#### Séries especiais
- Série Ouro: De duas ou 4 portas, motor 1.0, 16V, ano/modelo 2000. Trazia adesivo comemorativo das Olimpíadas nas laterais, painel de instrumentos na cor preta, direção hidráulica de série, volante de 360mm, vidros verdes escurecidos, antena no teto e aerofólio traseiro com break-light. Possuía console central integrado com extensão traseira, porta-copos e porta-objetos e acelerador eletrônico.
- Sport: Apesar do nome e de possuir a motorização 1.0 de 16 válvulas, foi lançado em alusão à Copa do Mundo de 2002. Entre os itens de série estão o CD Player, antena no teto, banco do motorista com regulagem de altura, aerofólio na cor do veículo com break-light, vidros escurecidos, faróis com duplo defletor e máscara negra, faróis e lanternas de neblina, lanterna traseira fumê e grade dianteira na cor do carro, acelerador eletrônico E-Gás.
- Fun: Série tendo como diferencial cores vivas, máscara dos faróis na cor do veículo, rodas de 14 polegadas e faróis de neblina. Os opcionais era os mesmos de toda a linha.
- Highway: Motorização 1.0 de 16 válvulas e 77 cavalos, foi lançado com cor característica (Verde Highway) onde seus pigmentos fazem a variação desde verde musgo até o dourado, de acordo com a incidência de luz.
- City e City Total flex: Lançado em 2004 com pequenos diferenciais básicos, compartilhava o mesmo painel e tabelier da versão GII (bolinha) porém na cor preta e motor EA111 1.0 8V que equipava a linha Gol e Fox. Em 2005, foi lançada a versão City 1.0 8V Total-Flex com a mecânica igual a do modelo GIV.
- Rallye: Em 2005 foi lançado o Gol Rallye com suspensão elevada, rodas de liga leve de série e alguns acessórios. Os motores que equipavam essa versão eram o AP 1.6 e o AP 1.8, 8 válvulas e os bancos e painel eram personalizados.

### Gol G4

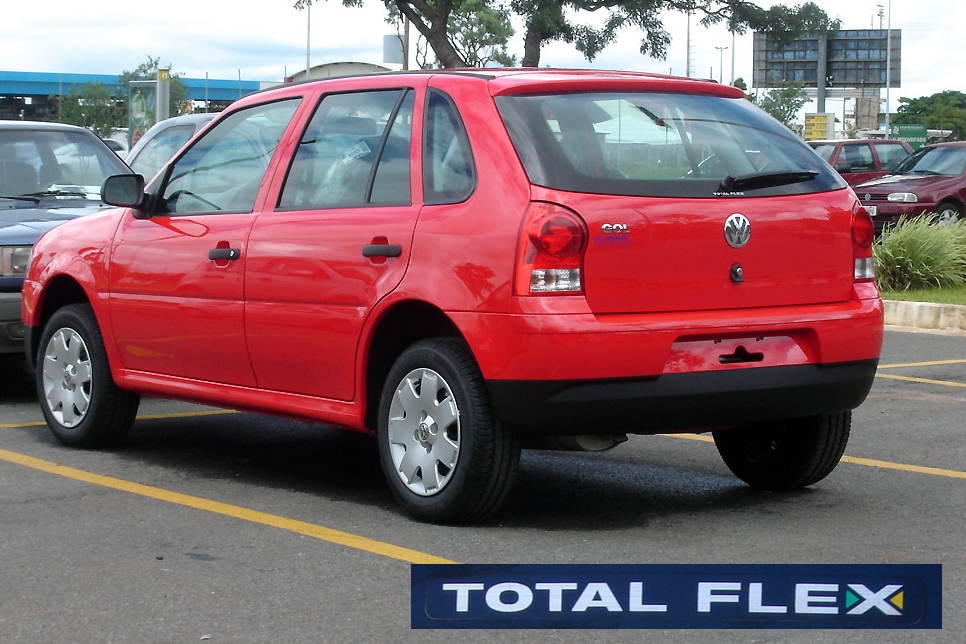
VW Gol Plus 2007 com a logo Total Flex

Chamado comercialmente de "Geração 4", o Gol (ainda da segunda geração) sofre novas alterações: novas dianteira e traseiras, novo painel (seguindo a tendência dos automóveis "de entrada" da marca), com leve empobrecimento no acabamento interno, devido à presença do Polo no mercado, e suspensão mais elevada. Disponíveis nas versões Trend, Plus e Power. Em setembro e outubro de 2006 o seu principal concorrente Fiat Palio passou em números de vendas, contudo o Gol fechou o ano como o carro mais vendido do país. Em agosto de 2007, novamente o Palio volta a passar o VW Gol. A Volkswagen continua a deixar a desejar no quesito acabamento e conforto mesmo com as alterações na nova linha do Gol "G4" / 2008, na qual o carro teve pequenas mudanças na suspensão e no motor, passando de 71 cv a 75 cv. Desde seu lançamento a estabilidade de sua suspensão é muito elogiada. Em 2010, surge a versão Ecomotion, com motor 1.0, para ser o carro de entrada. O Gol "G4" continuou sendo produzido como versão de entrada do modelo até ano de 2014, apenas com motor 1.0.
O Gol G4 foi usado pela PMERJ de 2006 a 2010.

#### Séries especiais

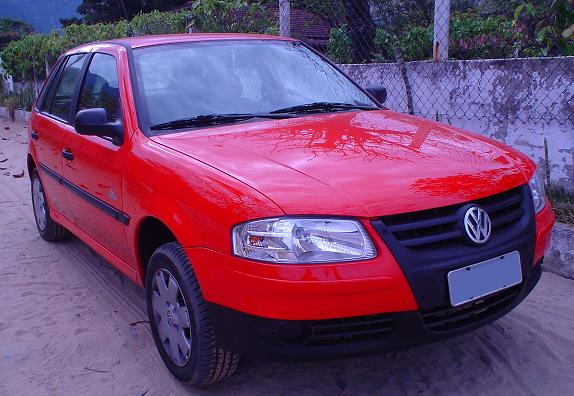
Gol Copa

- Copa: Em 2006 foi lançado uma série especial limitada em 16.000 unidades em homenagem a seleção pentacampeã brasileira, disponíveis nas cores vermelho Flash, amarelo Solar, branco Glacial, cinza Cosmos e prata Light, e com motorização 1.0l 8V Total Flex (68 cv - 71 cv) e 1.6 8V - Total Flex (97 cv - 99 cv). Foi o primeiro modelo da linha Gol a adotar a grade frontal no formato em "V" pintado em preto fosco.
- Rallye: Lançado em 2007, dotado de para-choques novos na cor cinza com faróis integrados, faróis com máscara negras, molduras nas caixas de rodas, bancos e volante diferenciados. O motor 1.6 Total Flex atinge até 103 cv.
- Power G4 com interior do G3: Em 2008 foi acrescentado a lista de opcionais do modelo o pacote Air bag duplo, dotado de um interior mais sofisticado na cor cinza escuro. Suas vendas foram limitadas a frotistas. Devido o veículo possuir Air bag frontal duplo, foi utilizado o painel do Gol G3, pois o painel do G4 não possui suporte para Air bag, algo que foi corrigido no Gol G5.

Saiu de linha em 2014 para dar lugar ao up!

## Terceira geração

### Gol G5

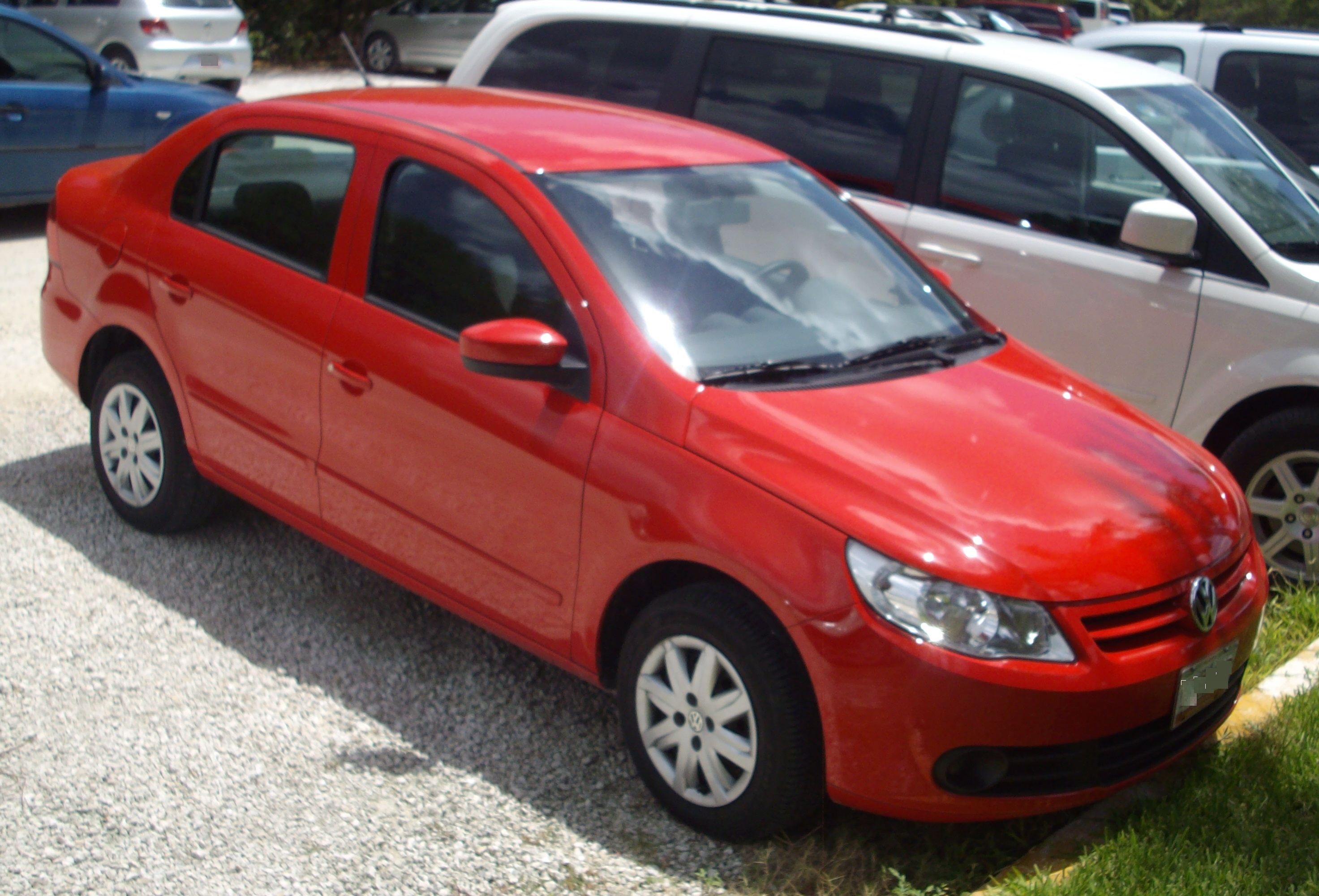
Volkswagen Voyage G5 no México, onde é comercializado com o nome de Gol Sedan

O Novo Gol, que corresponde à verdadeira terceira geração, foi lançado no dia 29 de junho de 2008. O modelo teve suas características externas e internas totalmente renovadas em relação a geração anterior, inclusive a plataforma, que passou a ser a mesma de Polo e Fox, esta lançada em 2002 no Polo. Porém, a montadora não adotou a nomenclatura G5 e sim, Novo Gol.
O carro era equipado com motor transversal EA111 em duas opções bicombustível 1.0 e 1.6. Inicialmente, nessa geração, estava disponível apenas com cinco portas, convivendo com a segunda geração reestilizada, chamada geração IV, disponível em três ou cinco portas, nas versões 1.0, Ecomotion 1.0 e Titan 1.0. A linha "geração V" contava no lançamento com sete opções de cores: dois tons de cinza, dois de vermelho, preto, branco e prata. A suspensão traseira era igual à da segunda geração, enquanto a dianteira era mais resistente à torções. A coluna de direção era nova e o câmbio, o mesmo do Fox (com relação do diferencial alongada). Como novidade, além do compartilhamento de plataforma com Polo e Fox, entre os opcionais estavam o airbag duplo (a segunda geração não podia ter airbag para o passageiro) e freios tambor.
Em 2009, o Novo Gol ganhou uma versão automatizada vendida no nome I-Motion, que foi inicialmente lançada no Polo, logo em seguida chegando ao Gol e ao Voyage. O I-Motion é o sistema criado pela Magneti Marelli, usado também pela Fiat, com o nome de Dualogic com diferenças de calibração escolhida por cada loja.

#### O lançamento
A festa de lançamento teve como um dos pontos altos da apresentação um desfile de 20 cães vira-lata em alusão às antigas campanhas publicitárias do Gol em que o esse tipo de cão aparecia, onde se ressaltava a confiança e lealdade que o veículo emana de forma semelhante a estes cães.

#### Carroceria
O Gol de terceira geração foi testado pelo instituto Latin-NCAP, que avalia o nível de proteção dos veículos vendidos na América Latina, no caso de uma colisão. O Gol sem airbag recebeu, em proteção para adultos, apenas 1 estrela de 5 possíveis no teste, caracterizando morte certa do motorista, enquanto o modelo equipado com airbag duplo recebeu 3 estrelas de 5 possíveis. Na proteção para crianças, o modelo recebeu apenas 2 estrelas de 5. Foram resultados muito ruins, mas ficaram na média dos resultados de outros modelos de sua faixa de preço no Brasil, como por exemplo o Fiat Palio, principal rival no mercado.

#### Motor
O motor era o EA-111 VHT, que na versão 1.6 já equipava o Golf, o Polo e o Fox. Na versão 1.0 era o mesmo do Fox 2009 com 9,7/10,6 kgfm (gasolina/álcool) de torque a 3.850 rpm abastecido com álcool e 72/76 cv (gasolina/álcool) a 5.250 rpm.

#### Séries especiais
- Rallye: Em 2010, a versão Rallye foi lançada com suspensão elevada, pneus de uso misto, e para-choques da Saveiro Cross.[20]
- Vintage: Série comemorativa em alusão aos 30 anos do primeiro modelo. Essa série teve somente 30 unidades produzidas e vinha com uma guitarra Tagima no porta-malas, além de rodas estilo BBS, pintura branca e adesivos exclusivos na tampa traseira entre as lanternas e nas portas e motor 1.6 VHT.
- BlackGol: Série que marca o fim do primeiro modelo e a chegada da primeira versão reestilizada da terceira geração. Essa série tem todas as unidades na cor preta, rodas pintadas na cor grafite e motor 1.0 VHT.
- Seleção: Em alusão à Copa do Mundo de 2010 e à Seleção brasileira de futebol, tinha faixas laterais alusivas à versão, rodas 14" em grafite, bancos exclusivos com o escudo da CBF bordado, sistema de som com MP3, USB e bluetooth e motor 1.0. Foi limitada a 3000 unidades.
- Rock in Rio: Também presente na linha Fox, alusiva ao evento na cidade do Rio de Janeiro. Vinha com sistema de som com MP3, entrada USB e Bluetooth de série, rodas aro 14" em grafite, adesivos na lateral alusivos à versão e motor 1.0, vendido nas cores vermelha sólida, azul metálico e branco.

### Gol G6

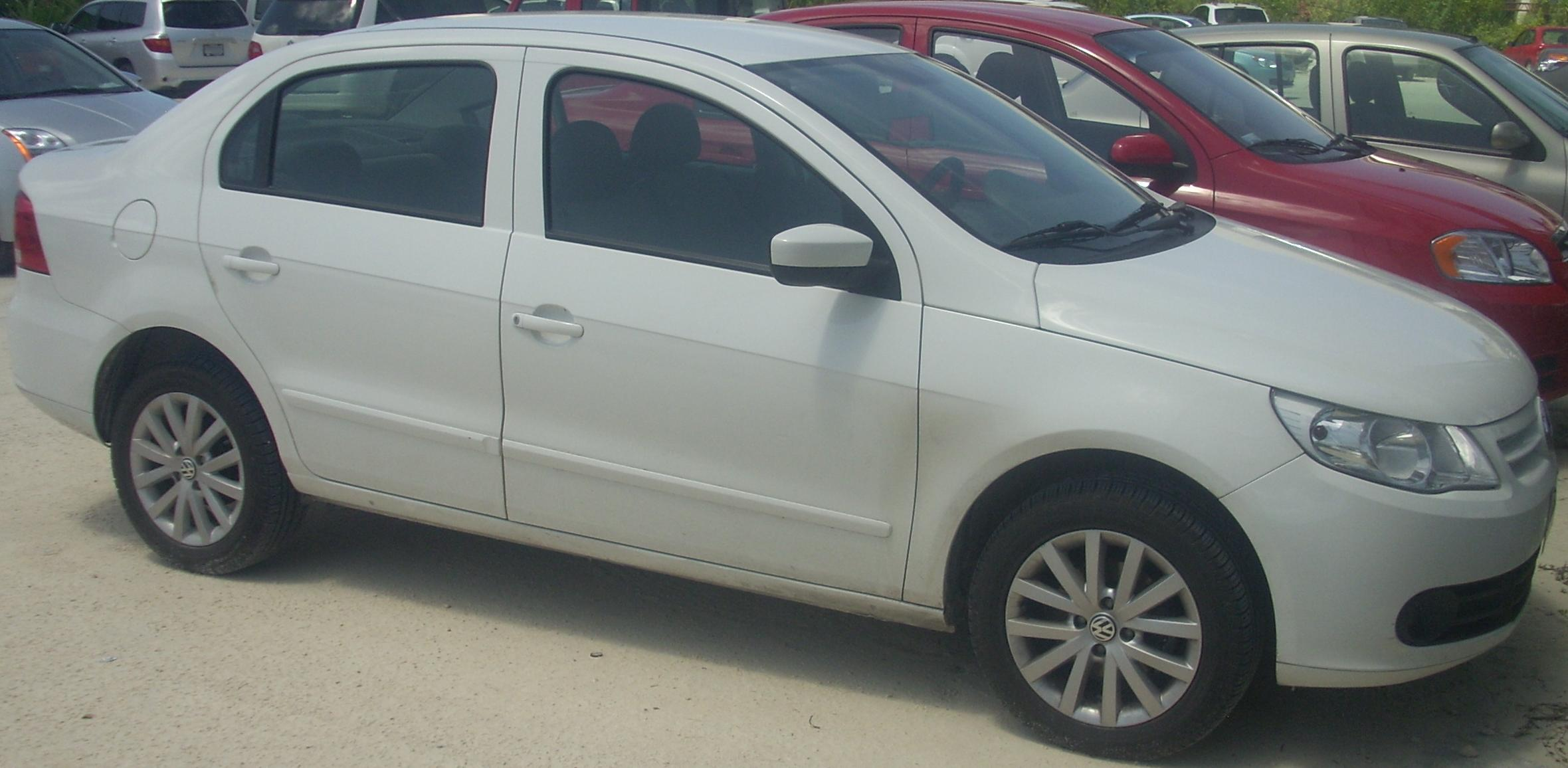
Volkswagen Gol Sedan 1ª Geração Mexicana (Vendido no Brasil como Voyage 2ª Geração)

Em 2012, o Gol G5.B recebeu nova frente, especificamente nos faróis, iguais ao do Volkswagen Fox, Volkswagen Jetta, etc. A marca optou por não chamar essa reestilização de G6, mas apenas Gol, embora alguns concessionários insistissem em usar o apelido "G6" como estratégia de marketing. Esse modelo, lançado em 2012 como modelo 2013, tinha os motores 1.0 VHT "TEC" e 1.6 EA111 (podendo receber câmbio I-motion) sendo ambos Flex, com injeção eletrônica e câmbio manual com 5 marchas. A versão Power (1.6) possuía um motor de 104 cv e torque de 15,6 kgfm.

#### Gol de 2 portas
Em meados de outubro/novembro de 2012, foi lançada a carroceria de três portas pela primeira vez na terceira geração do Gol, já com a reestilização da linha 2013, quebrando um hiato de quatro anos sem a Volkswagen oferecê-la na geração mais nova, embora ainda continuasse sendo vendida a antiga "G4" três portas em versão básica e Ecomotion, ambas com motor 1.0.

#### Versões
- Highline: Em março de 2013 é lançada a linha 2014 com a nova versão Highline, topo de linha, com uma série de itens de série que no modelo anterior, o Power, eram opcionais.
- Rallye: Em maio de 2013 é lançada a nova versão aventureira com novas rodas exclusivas e motor 1.6.
- Track: Em maio de 2013 é lançada a versão Track com estilo aventureiro, motor 1.0 e para-choque igual ao da Saveiro G6 Trooper, o que o distingue das demais versões do Gol.
- Seleção: Série especial lançada em novembro de 2013 com motor 1.0 ou 1.6 com rodas exclusivas modelo Thor aro 15 e adesivos alusivos a Copa do Mundo de 2014.

### Gol G7
Em 2016, ocorreu o segundo reestilização na terceira geração. O interior e o painel foram completamente renovados com novas saídas de ar condicionado e o modelo ganhou uma central multimídia (disponível como um dos opcionais do modelo). No lado de fora, a tampa do porta malas passou a ter um vinco e as lanternas traseiras ganharam efeito tridimensional quadrado remetendo ao Gol BX. Os para-choques dianteiro e traseiro passaram por algumas alterações e os faróis ganharam máscara negra. O motor EA211 1.0L MPI de 3 cilindros e 12V, usado no Volkswagen Up!, foi adotado no Gol nas versões Trendline e Track. A Comfortline segue com o motor 1.6 de 4 cilindros e 8v EA111.
Em julho de 2018, o modelo recebeu o câmbio automático de 6 marchas, anexado ao motor 1.6 16v EA211 de 110/120cv, conjunto que se encontra também no Polo.
As versões manuais seguiram com o EA211 MPI 1.0 3 cilindros e o antigo EA111 1.6 8v de 104cv. Para ambos, permaneceu o mesmo câmbio manual de 5 marchas da versão de entrada.

### Last Edition
Após anunciar o encerramento da produção do modelo – que vendia basicamente para frotistas e locadoras –, programada para 2023, a VW apresentou a versão Last Edition. O modelo tem toque esportivo e será comercializado apenas em vermelho com detalhes em preto. Serão vendidas apenas mil unidades, 650 no Brasil e 350 na América Latina.
Além de reservar uma unidade para o museu da fábrica Anchieta em São Bernardo do Campo — que mantém um acervo de mais de 100 veículos que marcaram a história da empresa, a Volkswagen também transformou o modelo em trave de gol para a Vila Belmiro, que estreou no jogo do Santos – o time que mais marcou gols na história do futebol mundial – contra Mirassol no Campeonato Paulista de 2023.

## Automobilismo

### Rallys de velocidade
Segundo o jornalista e ex-piloto Bob Sharp, a Volkswagen deu início ao trabalho de preparação dos Gols para participação em rallys de velocidade em 1984, observando as exigências de resistência para a participação neste tipo de prova, como estradas de terras precárias e a necessidade de se trafegar em alta velocidade. A Engenharia de Chassi da VW foi insistente em dizer que não seriam necessários reforços adicionais nas estruturas devido ao fato da estrutura do Gol ter sido superdimensionada.
Para a surpresa da comissão técnica e do público em geral constatou-se, durante o Rally del Lago, no Uruguai, em fevereiro de 1985, que o veículo não possuía reforços em sua estrutura nem na suspensão, o que sempre pode ser confirmado a cada operação de alinhamento de rodas.
No entanto, o uso em rallys pressupunha a troca integral do monobloco do veículo a cada ano devido às inevitáveis rachaduras junto à coluna A (sustentação da porta). Mesmo assim, por não ser o Gol excessivamente caro para essa operação, passou a ser um dos carros mais utilizados nessa modalidade. Outra modificação que logo passou a ser efetuada por equipes independentes foi a duplicação das bandejas de suspensão dianteira, encaixando duas peças, soldando-as, aumentando assim sua resistência.

## Inovações tecnológicas
O Gol foi protagonista de diversas inovações tecnológicas na indústria automobilística brasileira nas últimas décadas:
- Primeiro carro brasileiro a utilizar o sistema de injeção eletrônica de combustível no Gol GTi 2.0, no final de 1988.
- Primeiro carro nacional com motor 1.0 de 16 válvulas, em 1997.
- Primeiro carro nacional com motor Flex (álcool, gasolina ou os dois misturados), denominado Total Flex, em 2003.
- Carro mais vendido do Brasil com 3,1 milhões de unidades vendidas, superando o Fusca além de permanecer por 25 anos na liderança do mercado automotivo brasileiro.

## Premiações
- Eleito o Carro do Ano na categoria populares em 1990 e 2008[29] pela revista Autoesporte.[30]

## Segurança
O VW Gol foi avaliado como altamente inseguro pela Latin NCAP, ganhando apenas uma estrela para ocupantes adultos e duas estrelas para crianças. Em versão com airbags ganhou três estrelas, apesar desta versão ser a grande minoria em vendas. Desde 2014 todos os carros fabricados no Brasil são forçados a ter freios ABS e dois airbags. Este é o padrão de segurança de carros brasileiros de baixo-custo.
Desde Janeiro de 2022, o Gol foi proibido de vender na Argentina após a entrada em vigor da lei que proíbe a venda de veículos novos sem ESP. A Volkswagen tem sido altamente crítica em relação à nova lei para tornar obrigatório este equipamento de segurança.